# Ibañarrieta
Ibañarrieta es un lugar del municipio español de Cestona, perteneciente a la provincia de Guipúzcoa, en la comunidad autónoma del País Vasco.

## Historia
Hacia mediados del siglo XIX, el lugar, ya por entonces un barrio de Cestona, tenía contabilizas diecinueve casas. Aparece descrito en el noveno volumen del Diccionario geográfico-estadístico-histórico de España y sus posesiones de Ultramar de Pascual Madoz con las siguientes palabras:

IBAÑARRIETA: barrio en la prov. de Guipúzcoa, part. jud. de Azpeitia, térm. de Cestona: tiene 19 casas.
(Madoz, 1847, p. 364)